# Ragas munroei
Ragas munroei är en tvåvingeart som beskrevs av Sinclair och Saigusa 2001. Ragas munroei ingår i släktet Ragas och familjen dansflugor.
Artens utbredningsområde är Kalifornien. Inga underarter finns listade i Catalogue of Life.